# Judith Sulian
 Judith Sulian  ( Argentina, 13 de mayo de 1920 - Madrid, España, 18 de octubre de 1991), cuyo verdadero nombre era Amalia Judith Picozzi. fue una actriz de cine que tras trabajar en su país en la década de 1940 y comienzos de la de 1950 se retiró de la actividad.
Era aficionada a la equitación y en algunas películas lució su habilidad para cabalgar.

## Carrera profesional
Debutó muy joven en el filme Cadetes de San Martín (1937) y luego siguió actuando en varias películas, siempre en papeles de apoyo. Interpretó una escena de lucimiento con Pedro López Lagar en Los ojos más lindos del mundo (1943), y por su papel como una de las hijas del personaje de Elsa O'Connor en Se abre el abismo (1944) fue galardonada con el premio Cóndor de Plata a la Mejor actriz de reparto.
En El jugador (1947) tuvo su único papel protagónico, junto a Roberto Escalada. 
Fuera de su país trabajó dirigida por Carlos Hugo Christensen en la producción chilena de 1946 La dama de la muerte y tomas de archivo de ese filme aparecen en la coproducción entre Chile y Estados Unidos Curse of the Stone Hand (1964), también dirigida por Christensen.    

## Filmografía
Actriz
- La comedia inmortal   (1951)
- Una viuda casi alegre   (1950)
- La barca sin pescador   (1950)
- Corrientes... calle de ensueños!   (1948)
- El jugador   (1947)
- La dama de la muerte    (1946)
- Pampa bárbara   (1945)
- Se abre el abismo   (1944) …María Ferry
- Su mejor alumno   (1944)
- Un atardecer de amor   (1943)
- Los ojos más lindos del mundo   (1943)
- El viejo Hucha   (1942)
- La novia de los forasteros   (1942)
- Orquesta de señoritas   (1941)
- El mozo número 13   (1941)
- Un hombre bueno   (1941)
- Cadetes de San Martín   (1937)

Tomas de Archivo
- Curse of the Stone Hand    (1964) (como Judith Sullian) .... Mrs. Braun